# Франц Веніґ
Франц Веніґ (нім. Franz Wenigc)  (? — поч. 1597) — львівський купець, саксонець за походженням.

1574 року перебрався до Львова і прийняв міське право. Міський лавник (1586—1592) та райця (1592—1595). Бурмистр Львова в 1593.

Збудував кам'яницю на площі Ринок, 17 (кам'яниця Францвенігівська)

## Сім'я
- дружина Анна
- донька Анна, в шлюбі з Себастьяном Петріці  — польським мислитилем епохи Відродження
- син Станіслав